# بازگشت گربه
بازگشت گربه (انگلیسی: The Cat Returns) فیلمی در ژانر فانتزی به کارگردانی هیرویوکی موریتا است که در سال ۲۰۰۲ منتشر شد. فیلم‌نامه این فیلم توسط ریکو یوشیدا بر اساس مجموعه مانگای گربهٔ بارُون اثر آئویی هیراگی به رشته تحریر درآمده است. این فیلم یک اسپین‌آف از انیمهٔ زمزمهٔ قلب می‌باشد. این اولین و تنها فیلم هیرویوکی موریتا به عنوان کارگردان برای استودیوی جیبوری است.